# Alexander Peya
Alexander Peya (sinh ngày 27 tháng 6 năm 1980) là một nam vận động viên quần vợt người Áo. Thứ hạng đánh đơn cao nhất của anh là vị trí số 92 trên thế giới vào Tháng 4 năm 2007. Thứ hạng đánh đôi cao nhất của anh là vị trí số 3 trên thế giới, lần đầu đạt được vào Tháng 8 năm 2013. Anh sinh ra ở Vienna, Áo, và hiện tại cũng đang sống ở đó.
Vào Tháng 9 năm 2008, Peya đã giúp cho Áo thắng trận đấu Play-off Davis Cup Nhóm Thế giới trước Anh Quốc. Peya đánh bại Alex Bogdanovic sau 4 set đấu để kết thúc trận đấu này.

## Các trận chung kết quan trọng

### Chung kết Grand Slam

#### Đôi: 1 (1 á quân)
| Kết quả | Năm  | Giải đấu   | Mặt sân | Đồng đội     | Đối thủ                     | Tỉ số    |
| ------- | ---- | ---------- | ------- | ------------ | --------------------------- | -------- |
| Á quân  | 2013 | Mỹ Mở rộng | Cứng    | Bruno Soares | Leander Paes Radek Štěpánek | 1–6, 3–6 |

#### Đôi nam nữ: 2 (1 danh hiệu, 1 á quân)
| Kết quả | Năm  | Giải đấu  | Mặt sân | Đồng đội        | Đối thủ                        | Tỉ số         |
| ------- | ---- | --------- | ------- | --------------- | ------------------------------ | ------------- |
| Á quân  | 2015 | Wimbledon | Cỏ      | Tímea Babos     | Leander Paes Martina Hingis    | 1–6, 1–6      |
| Vô địch | 2018 | Wimbledon | Cỏ      | Nicole Melichar | Jamie Murray Victoria Azarenka | 7–6(7–1), 6–3 |

### Chung kết Masters 1000

#### Đôi: 6 (3 danh hiệu, 3 á quân)
| Kết quả | Năm  | Giải đấu     | Mặt sân  | Đồng đội      | Đối thủ                   | Tỉ số         |
| ------- | ---- | ------------ | -------- | ------------- | ------------------------- | ------------- |
| Á quân  | 2013 | Madrid       | Đất nện  | Bruno Soares  | Bob Bryan Mike Bryan      | 2–6, 3–6      |
| Vô địch | 2013 | Montreal     | Cứng     | Bruno Soares  | Andy Murray Colin Fleming | 6–4, 7–6(7–4) |
| Á quân  | 2013 | Paris        | Cứng (i) | Bruno Soares  | Bob Bryan Mike Bryan      | 3–6, 3–6      |
| Á quân  | 2014 | Indian Wells | Cứng     | Bruno Soares  | Bob Bryan Mike Bryan      | 4–6, 3–6      |
| Vô địch | 2014 | Toronto      | Cứng     | Bruno Soares  | Ivan Dodig Marcelo Melo   | 6–4, 6–3      |
| Vô địch | 2018 | Madrid       | Đất nện  | Nikola Mektić | Bob Bryan Mike Bryan      | 5–3, bỏ cuộc  |

## Chung kết sự nghiệp ATP

### Đôi: 46 (17 danh hiệu, 29 á quân)
| Chú thích                                                       |
| --------------------------------------------------------------- |
| Giải Grand Slam (0–1)                                           |
| Tennis Masters Cup / ATP World Tour Finals (0–0)                |
| ATP Masters Series / ATP World Tour Masters 1000 (3–3)          |
| ATP International Series Gold / ATP World Tour 500 Series (6–9) |
| ATP International Series / ATP World Tour 250 Series (8–16)     |

| Danh hiệu theo mặt sân |
| ---------------------- |
| Cứng (9–15)            |
| Đất nện (6–11)         |
| Cỏ (2–4)               |
| Thảm (0–0)             |

| Danh hiệu theo lắp đặt |
| ---------------------- |
| Ngoài trời (12–24)     |
| Trong nhà (5–5)        |

| Kết quả | T-B   | Ngày             | Giải đấu                                   | Thể loại      | Mặt sân  | Đồng đội           | Đối thủ                              | Tỉ số                       |
| ------- | ----- | ---------------- | ------------------------------------------ | ------------- | -------- | ------------------ | ------------------------------------ | --------------------------- |
| Loss    | 0–1   | Th7 năm 2003     | Austrian Open, Austria                     | Intl. Gold    | Clay     | Jürgen Melzer      | Martin Damm Cyril Suk                | 4–6, 4–6                    |
| Loss    | 0–2   | tháng 5 năm 2006 | Bavarian Championships, Germany            | International | Clay     | Björn Phau         | Andrei Pavel Alexander Waske         | 4–6, 2–6                    |
| Loss    | 0–3   | Th10 năm 2008    | Vienna Open, Austria                       | Intl. Gold    | Hard (i) | Philipp Petzschner | Max Mirnyi Andy Ram                  | 1–6, 5–7                    |
| Loss    | 0–4   | Th2 năm 2011     | Delray Beach Open, US                      | 250 Series    | Hard     | Christopher Kas    | Scott Lipsky Rajeev Ram              | 6–4, 4–6, [3–10]            |
| Loss    | 0–5   | Th4 năm 2011     | Serbia Open, Serbia                        | 250 Series    | Clay     | Oliver Marach      | František Čermák Filip Polášek       | 5–7, 2–6                    |
| Win     | 1–5   | Th7 năm 2011     | German Open, Germany                       | 500 Series    | Clay     | Oliver Marach      | František Čermák Filip Polášek       | 6–4, 6–1                    |
| Loss    | 1–6   | Th7 năm 2011     | Swiss Open, Switzerland                    | 250 Series    | Clay     | Christopher Kas    | František Čermák Filip Polášek       | 3–6, 6–7(7–9)               |
| Loss    | 1–7   | Th8 năm 2011     | Winston-Salem Open, US                     | 250 Series    | Hard     | Christopher Kas    | Jonathan Erlich Andy Ram             | 6–7(2–7), 4–6               |
| Win     | 2–7   | Th1 năm 2012     | Auckland Open, New Zealand                 | 250 Series    | Hard     | Oliver Marach      | František Čermák Filip Polášek       | 6–3, 6–2                    |
| Loss    | 2–8   | Th7 năm 2012     | Swedish Open, Sweden                       | 250 Series    | Clay     | Bruno Soares       | Robert Lindstedt Horia Tecău         | 3–6, 6–7(5–7)               |
| Win     | 3–8   | Th9 năm 2012     | Malaysian Open, Malaysia                   | 250 Series    | Hard (i) | Bruno Soares       | Colin Fleming Ross Hutchins          | 5–7, 7–5, [10–7]            |
| Win     | 4–8   | Th10 năm 2012    | Japan Open, Japan                          | 500 Series    | Hard     | Bruno Soares       | Leander Paes Radek Štěpánek          | 6–3, 7–6(7–5)               |
| Win     | 5–8   | Th10 năm 2012    | Valencia Open, Spain                       | 500 Series    | Hard (i) | Bruno Soares       | David Marrero Fernando Verdasco      | 6–3, 6–2                    |
| Win     | 6–8   | Th2 năm 2013     | Brasil Open, Brazil                        | 250 Series    | Clay (i) | Bruno Soares       | František Čermák Michal Mertiňák     | 6–7(5–7), 6–2, [10–7]       |
| Win     | 7–8   | Th4 năm 2013     | Barcelona Open, Spain                      | 500 Series    | Clay     | Bruno Soares       | Robert Lindstedt Daniel Nestor       | 5–7, 7–6(9–7), [10–4]       |
| Loss    | 7–9   | tháng 5 năm 2013 | Madrid Open, Spain                         | Masters 1000  | Clay     | Bruno Soares       | Bob Bryan Mike Bryan                 | 2–6, 3–6                    |
| Loss    | 7–10  | Th6 năm 2013     | Queen's Club Championships, United Kingdom | 250 Series    | Grass    | Bruno Soares       | Bob Bryan Mike Bryan                 | 6–4, 5–7, [3–10]            |
| Win     | 8–10  | Th6 năm 2013     | Eastbourne International, United Kingdom   | 250 Series    | Grass    | Bruno Soares       | Colin Fleming Jonathan Marray        | 3–6, 6–3, [10–8]            |
| Loss    | 8–11  | Th7 năm 2013     | German Open, Germany                       | 500 Series    | Clay     | Bruno Soares       | Mariusz Fyrstenberg Marcin Matkowski | 6–3, 1–6, [8–10]            |
| Win     | 9–11  | Th8 năm 2013     | Canadian Open, Canada                      | Masters 1000  | Hard     | Bruno Soares       | Colin Fleming Andy Murray            | 6–4, 7–6(7–4)               |
| Loss    | 9–12  | Th9 năm 2013     | US Open, United States                     | Grand Slam    | Hard     | Bruno Soares       | Leander Paes Radek Štěpánek          | 1–6, 3–6                    |
| Win     | 10–12 | Th10 năm 2013    | Valencia Open, Spain (2)                   | 500 Series    | Hard (i) | Bruno Soares       | Bob Bryan Mike Bryan                 | 7–6(7–3), 6–7(1–7), [13–11] |
| Loss    | 10–13 | Th11 năm 2013    | Paris Masters, France                      | Masters 1000  | Hard (i) | Bruno Soares       | Bob Bryan Mike Bryan                 | 3–6, 3–6                    |
| Loss    | 10–14 | Th1 năm 2014     | Qatar Open, Qatar                          | 250 Series    | Hard     | Bruno Soares       | Tomáš Berdych Jan Hájek              | 2–6, 4–6                    |
| Loss    | 10–15 | Th1 năm 2014     | Auckland Open, New Zealand                 | 250 Series    | Hard     | Bruno Soares       | Julian Knowle Marcelo Melo           | 6–4, 3–6, [5–10]            |
| Loss    | 10–16 | Th3 năm 2014     | Indian Wells Masters, United States        | Masters 1000  | Hard     | Bruno Soares       | Bob Bryan Mike Bryan                 | 4–6, 3–6                    |
| Win     | 11–16 | Th6 năm 2014     | Queen's Club Championships, United Kingdom | 250 Series    | Grass    | Bruno Soares       | Jamie Murray John Peers              | 4–6, 7–6(7–4), [10–4]       |
| Loss    | 11–17 | Th6 năm 2014     | Eastbourne International, United Kingdom   | 250 Series    | Grass    | Bruno Soares       | Treat Huey Dominic Inglot            | 5–7, 7–5, [8–10]            |
| Loss    | 11–18 | Th7 năm 2014     | German Open, Germany                       | 500 Series    | Clay     | Bruno Soares       | Marin Draganja Florin Mergea         | 4–6, 5–7                    |
| Win     | 12–18 | Th8 năm 2014     | Canadian Open, Canada (2)                  | Masters 1000  | Hard     | Bruno Soares       | Ivan Dodig Marcelo Melo              | 6–4, 6–3                    |
| Win     | 13–18 | tháng 5 năm 2015 | Bavarian Championships, Germany            | 250 Series    | Clay     | Bruno Soares       | Alexander Zverev Mischa Zverev       | 4–6, 6–1, [10–5]            |
| Loss    | 13–19 | Th6 năm 2015     | Stuttgart Open, Germany                    | 250 Series    | Grass    | Bruno Soares       | Rohan Bopanna Florin Mergea          | 5–7, 6–2, [10–7]            |
| Loss    | 13–20 | Th9 năm 2015     | St. Petersburg Open, Russia                | 250 Series    | Hard (i) | Julian Knowle      | Treat Huey Henri Kontinen            | 5–7, 3–6                    |
| Win     | 14–20 | Th11 năm 2015    | Swiss Indoors, Switzerland                 | 500 Series    | Hard (i) | Bruno Soares       | Jamie Murray John Peers              | 7–5, 7–5                    |
| Loss    | 14–21 | Th1 năm 2016     | Qatar Open, Qatar                          | 250 Series    | Hard     | Philipp Petzschner | Feliciano López Marc López           | 4–6, 3–6                    |
| Loss    | 14–22 | Th2 năm 2016     | Rotterdam Open, Netherlands                | 500 Series    | Hard (i) | Philipp Petzschner | Nicolas Mahut Vasek Pospisil         | 6–7(2–7), 4–6               |
| Loss    | 14–23 | Th2 năm 2016     | Mexican Open, Mexico                       | 500 Series    | Hard     | Philipp Petzschner | Treat Huey Max Mirnyi                | 6–7(5–7), 3–6               |
| Loss    | 14–24 | Th6 năm 2016     | Halle Open, Germany                        | 500 Series    | Grass    | Łukasz Kubot       | Raven Klaasen Rajeev Ram             | 6–7(5–7), 2–6               |
| Loss    | 14–25 | Th7 năm 2016     | Washington Open, United States             | 500 Series    | Hard     | Łukasz Kubot       | Daniel Nestor Édouard Roger-Vasselin | 6–7(3–7), 6–7(4–7)          |
| Loss    | 14–26 | Th4 năm 2017     | Barcelona Open, Spain                      | 500 Series    | Clay     | Philipp Petzschner | Florin Mergea Aisam-ul-Haq Qureshi   | 4–6, 3–6                    |
| Win     | 15–26 | Th9 năm 2017     | Shenzhen Open, China                       | 250 Series    | Hard     | Rajeev Ram         | Nikola Mektić Nicholas Monroe        | 6–3, 6–2                    |
| Loss    | 15–27 | Th2 năm 2018     | Sofia Open, Bulgaria                       | 250 Series    | Hard (i) | Nikola Mektić      | Robin Haase Matwé Middelkoop         | 7–5, 4–6, [4–10]            |
| Loss    | 15–28 | Th2 năm 2018     | Rio Open, Brazil                           | 500 Series    | Clay     | Nikola Mektić      | David Marrero Fernando Verdasco      | 7–5, 5–7, [8–10]            |
| Win     | 16–28 | Th4 năm 2018     | Grand Prix Hassan II, Morocco              | 250 Series    | Clay     | Nikola Mektić      | Benoît Paire Édouard Roger-Vasselin  | 7–5, 3–6, [10–7]            |
| Loss    | 16–29 | tháng 5 năm 2018 | Bavarian Championships, Germany            | 250 Series    | Clay     | Nikola Mektić      | Ivan Dodig Rajeev Ram                | 3–6, 5–7                    |
| Win     | 17–29 | tháng 5 năm 2018 | Madrid Open, Spain                         | Masters 1000  | Clay     | Nikola Mektić      | Bob Bryan Mike Bryan                 | 5–3, ret.                   |

## Thống kê sự nghiệp

### Đơn
| Giải đấu        | 2002 | 2003 | 2004 | 2005 | 2006 | 2007 | 2008 | 2009 | 2010 | 2011 | T-B |
| --------------- | ---- | ---- | ---- | ---- | ---- | ---- | ---- | ---- | ---- | ---- | --- |
| Giải Grand Slam |      |      |      |      |      |      |      |      |      |      |     |
| Úc Mở rộng      | Q1   | A    | Q3   | A    | A    | Q2   | Q2   | Q1   | A    | Q1   | 0–0 |
| Pháp Mở rộng    | Q1   | Q2   | 1R   | Q1   | A    | 1R   | Q1   | A    | A    | A    | 0–2 |
| Wimbledon       | Q1   | Q3   | 2R   | Q1   | 1R   | 1R   | 1R   | 1R   | Q3   | A    | 1–5 |
| Mỹ Mở rộng      | Q2   | A    | 3R   | Q3   | Q3   | Q3   | Q1   | Q3   | Q1   | A    | 2–1 |
| Thắng-Bại       | 0–0  | 0–0  | 3–3  | 0–0  | 0–1  | 0–2  | 0–1  | 0–1  | 0–0  | 0–0  | 3–8 |

### Đôi
Tính đến Mutua Madrid Open 2018.
| Giải đấu                    | 1999            | 2000            | 2001            | 2002            | 2003            | 2004            | 2005            | 2006            | 2007            | 2008            | 2009            | 2010            | 2011            | 2012            | 2013     | 2014     | 2015            | 2016            | 2017            | 2018     | SR        | T-B       |
| --------------------------- | --------------- | --------------- | --------------- | --------------- | --------------- | --------------- | --------------- | --------------- | --------------- | --------------- | --------------- | --------------- | --------------- | --------------- | -------- | -------- | --------------- | --------------- | --------------- | -------- | --------- | --------- |
| Giải Grand Slam             |                 |                 |                 |                 |                 |                 |                 |                 |                 |                 |                 |                 |                 |                 |          |          |                 |                 |                 |          |           |           |
| Úc Mở rộng                  | A               | A               | A               | A               | A               | A               | A               | A               | 1R              | 2R              | 2R              | A               | 1R              | 1R              | 2R       | 3R       | 2R              | 1R              | 1R              | 2R       | 0 / 11    | 7–11      |
| Pháp Mở rộng                | A               | A               | A               | A               | A               | 3R              | A               | QF              | 1R              | 1R              | 1R              | A               | 3R              | 2R              | SF       | 2R       | QF              | SF              | 1R              |          | 0 / 12    | 19–12     |
| Wimbledon                   | A               | A               | A               | Q1              | A               | Q1              | 2R              | 2R              | 3R              | QF              | 2R              | Q2              | SF              | 1R              | 3R       | QF       | QF              | 1R              | 2R              |          | 0 / 12    | 21–12     |
| Mỹ Mở rộng                  | A               | A               | A               | A               | A               | 2R              | A               | 2R              | 1R              | 1R              | 1R              | A               | 1R              | QF              | F        | QF       | 1R              | QF              | 1R              |          | 0 / 12    | 15–12     |
| Thắng-Bại                   | 0–0             | 0–0             | 0–0             | 0–0             | 0–0             | 3–2             | 1–1             | 4–3             | 2–4             | 4–4             | 2–4             | 0–0             | 6–4             | 4–4             | 12–4     | 9–4      | 7–4             | 6–4             | 1–4             | 1–1      | 0 / 47    | 62–47     |
| Giải đấu cuối năm           |                 |                 |                 |                 |                 |                 |                 |                 |                 |                 |                 |                 |                 |                 |          |          |                 |                 |                 |          |           |           |
| ATP Finals                  | Did Not Qualify | Did Not Qualify | Did Not Qualify | Did Not Qualify | Did Not Qualify | Did Not Qualify | Did Not Qualify | Did Not Qualify | Did Not Qualify | Did Not Qualify | Did Not Qualify | Did Not Qualify | Did Not Qualify | Did Not Qualify | SF       | RR       | Did Not Qualify | Did Not Qualify | Did Not Qualify |          | 0 / 2     | 3–4       |
| ATP World Tour Masters 1000 |                 |                 |                 |                 |                 |                 |                 |                 |                 |                 |                 |                 |                 |                 |          |          |                 |                 |                 |          |           |           |
| Indian Wells Masters        | A               | A               | A               | A               | A               | A               | A               | A               | A               | A               | A               | A               | A               | 1R              | SF       | F        | 1R              | A               | 1R              | 1R       | 0 / 6     | 8–6       |
| Miami Masters               | A               | A               | A               | A               | A               | A               | A               | A               | A               | A               | A               | A               | A               | 2R              | 1R       | QF       | A               | QF              | QF              | QF       | 0 / 6     | 9–6       |
| Monte-Carlo Masters         | A               | A               | A               | A               | A               | A               | A               | A               | A               | A               | A               | A               | A               | QF              | 2R       | QF       | QF              | 2R              | 1R              | A        | 0 / 6     | 5–6       |
| Mutua Madrid Open           | Not Held        | Not Held        | Not Held        | A               | A               | A               | A               | A               | A               | A               | A               | A               | A               | 1R              | F        | QF       | 1R              | QF              | 1R              | W        | 1 / 7     | 10–6      |
| Rome Masters                | A               | A               | A               | A               | A               | A               | A               | A               | A               | A               | A               | A               | A               | 2R              | 2R       | 2R       | 2R              | 2R              | A               |          | 0 / 5     | 0–5       |
| Rogers Cup                  | A               | A               | A               | A               | A               | A               | A               | A               | A               | A               | A               | A               | A               | A               | W        | W        | SF              | 1R              | A               |          | 2 / 4     | 10–2      |
| Cincinnati Masters          | A               | A               | A               | A               | A               | A               | A               | A               | A               | A               | A               | A               | A               | A               | QF       | QF       | 2R              | 1R              | A               |          | 0 / 4     | 3–4       |
| Thượng Hải Masters          | Not Held        | Not Held        | Not Held        | Not Held        | Not Held        | Not Held        | Not Held        | Not Held        | Not Held        | Not Held        | A               | A               | 2R              | 2R              | A        | QF       | 1R              | A               | A               |          | 0 / 4     | 2–4       |
| Paris Masters               | A               | A               | A               | A               | A               | A               | A               | A               | A               | A               | A               | A               | QF              | QF              | F        | 2R       | 2R              | A               | A               |          | 0 / 5     | 6–5       |
| Thắng-Bại                   | 0–0             | 0–0             | 0–0             | 0–0             | 0–0             | 0–0             | 0–0             | 0–0             | 0–0             | 0–0             | 0–0             | 0–0             | 2–2             | 5–7             | 14–7     | 14–8     | 5–8             | 4–6             | 2–4             | 7–2      | 3 / 47    | 53–44     |
| Giải đấu đại diện quốc gia  |                 |                 |                 |                 |                 |                 |                 |                 |                 |                 |                 |                 |                 |                 |          |          |                 |                 |                 |          |           |           |
| Thế vận hội                 | NH              | A               | Not Held        | Not Held        | Not Held        | A               | Not Held        | Not Held        | Not Held        | A               | Not Held        | Not Held        | Not Held        | V2              | Not Held | Not Held | Not Held        | TK              | Not Held        | Not Held | 0 / 2     | 3–2       |
| Davis Cup                   | PO              | 1R              | A               | Z1              | PO              | PO              | 1R              | 1R              | 1R              | PO              | 1R              | PO              | PO              | QF              | 1R       | Z1       | Z1              | Z1              | A               |          | 0 / 7     | 7–10      |
| Thắng-Bại                   | 0–1             | 0–1             | 0–0             | 0–1             | 2–1             | 1–0             | 0–0             | 0–0             | 0–0             | 0–0             | 0–1             | 0–1             | 1–0             | 2–2             | 1–0      | 0–2      | 0–1             | 3–1             | 0–0             | 0–0      | 0 / 9     | 10–12     |
| Thống kê sự nghiệp          |                 |                 |                 |                 |                 |                 |                 |                 |                 |                 |                 |                 |                 |                 |          |          |                 |                 |                 |          |           |           |
|                             | 1999            | 2000            | 2001            | 2002            | 2003            | 2004            | 2005            | 2006            | 2007            | 2008            | 2009            | 2010            | 2011            | 2012            | 2013     | 2014     | 2015            | 2016            | 2017            | 2018     | Sự nghiệp | Sự nghiệp |
| Danh hiệu                   | 0               | 0               | 0               | 0               | 0               | 0               | 0               | 0               | 0               | 0               | 0               | 0               | 1               | 4               | 5        | 2        | 2               | 0               | 1               | 2        | 17        | 17        |
| Chung kết                   | 0               | 0               | 0               | 0               | 1               | 0               | 0               | 1               | 0               | 1               | 0               | 0               | 5               | 5               | 10       | 7        | 4               | 5               | 2               | 5        | 46        | 46        |
| Tổng số Thắng-Bại           | 3–2             | 0–2             | 1–2             | 0–3             | 6–3             | 6–6             | 1–2             | 7–9             | 11–14           | 14–12           | 14–16           | 2–3             | 36–23           | 36–24           | 56–20    | 43–27    | 38–27           | 35–25           | 22–24           | 23–11    | 354–255   | 354–255   |
| Xếp hạng cuối năm           | 208             | 455             | 294             | 197             | 90              | 95              | 98              | 52              | 62              | 49              | 73              | 103             | 18              | 22              | 4        | 10       | 24              | 23              | 54              |          | 58%       | 58%       |